# Магнітопровід

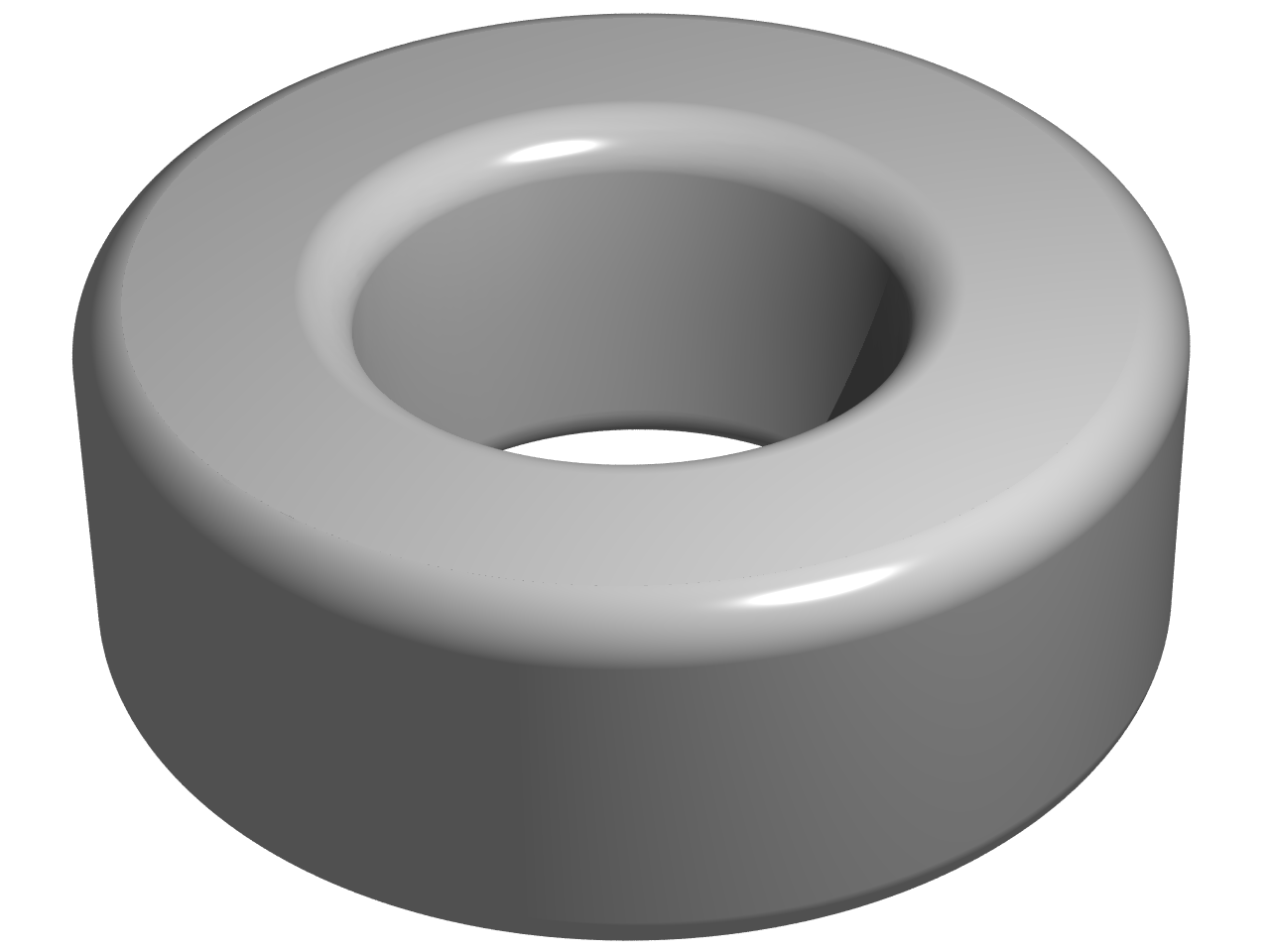
Тороподібний формований магнітопровід

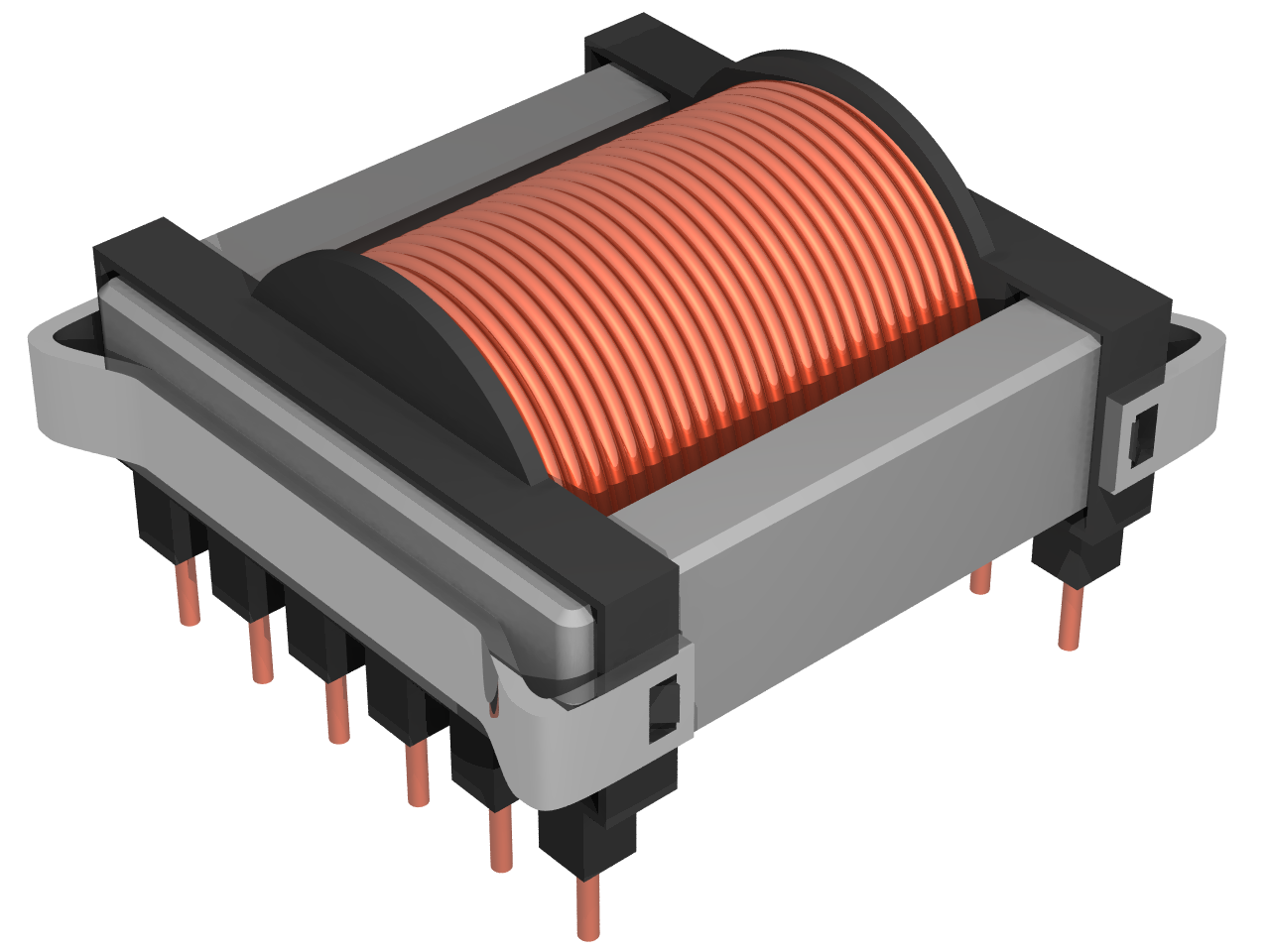
Пластинчастий магнітопровід Ш-подібної будови

Магнітопровід — це сукупність пристроїв з магнітом'якого матеріалу з високою магнітною проникністю (електротехнічна сталь, пермалой), що переважно утворюють замкнену систему (магнітне коло) в якій за наявності магніторушійної сили (МРС), виникає магнітний потік.
Магнітопровід електротехнічного пристрою — магнітна система чи сукупність декількох її частин, у вигляді окремої конструктивної одиниці.
Магнітопроводи використовуються як складові радіоелектронної та електротехнічної апаратури: трансформаторів, дроселів, пускачів, контакторів, магнітних головок, фільтрів, контурів, електричних машин (генераторів, електродвигунів) тощо.
Виходячи з технології виготовлення магнітопроводи поділяють на три групи:
- пластинчасті;
- стрічкові;
- формовані.

## Загальне

Втрати на гістерезис у магнітопроводах відповідають площі, обмеженій кривою гістерезису. Вони зростають квадратично зі збільшенням щільності магнітного потоку.

Електричний струм крізь провід, намотаний на котушку, створює магнітне поле в центрі котушки відповідно до закону Ампера. Котушка без наявності магнітопроводу, інколи називається котушкою з «повітряним осердям». Додавання шматка феромагнітного або феримагнітного матеріалу в центр котушки може збільшити магнітне поле в сотні чи тисячі разів і це означає, що розміри котушки індуктивності з магнітопроводом, можуть бути меншими ніж у котушки з повітряним осердям; це й називається магнітним осердям. Поле обвитки проникає в матеріал осердя, намагнічуючи його, тож потужне магнітне поле осердя додає сили до поля, створюваного дротом. Ступінь збільшення магнітного поля осердям, залежить від магнітної проникності матеріалу з котрого він складається. Оскільки побічні впливи, як-от вихрові струми та гістерезис, можуть спричинити частотно-залежні втрати енергії, для котушок що використовуються на різних частотах, застосовуються різні матеріали осердя.
У деяких випадках втрати в осерді є небажаними, а з дуже потужними полями насичення, можуть бути взагалі перешкодою, тож через це інколи використовується будова з так званим «повітряним осердям». Каркас котушки все ще може бути застосований; шматок матеріалу, наприклад пластик або композит, котрий може не мати значної магнітної проникності, але який просто утримує обвитки проводів у купі.

## Основні матеріали
Втрати, які виникають у разі використання змінного струму, є вирішальними щодо застосування матеріалів для магнітопроводів. Так звані втрати в залізі або серцевині мають такі дві складові:    
- Низький залишковий магнетизм є потрібною умовою стосовно перемагнічування з невеликими втратами, для роботи на змінному струмі.

- Втрати на вихрові струми зменшуються в осердях, виготовлених із пакетів листової сталі за допомогою ізолювання шарів, один від одного.

Не пластинчасті (суцільні) залізні осердя можна використовувати лише для застосувань на постійному струмі (наприклад, для електромагнітів). Феритові осердя мають на кілька ступенів менші втрати на вихрові струми, ніж залізні, завдяки тому що, як оксиди металів, вони погано проводять електрику. Те саме стосується й порошкових магнітопроводів — тут частинки металевого порошку ізольовані одна від одної.

### Тверді метали

#### М'яке залізо
«М'яке» (відпалене) залізо використовується в магнітних вузлах, електромагнітах постійного струму (DC) і в деяких електродвигунах; і воно може створити скупчене магнітне поле, яке в 50 000 разів потужніше, ніж у разі його відсутності, тобто з так званим «повітряним осердям».
Для виготовлення магнітопроводів бажано використовувати залізо, оскільки воно може витримувати високі рівні магнітного поля без насичення (до 2,16 тесла за температури навколишнього середовища. Застосовується відпалене залізо, оскільки, на відміну від «твердого» заліза, воно має низький рівень коерцитивної сили і через це не залишається намагніченим, коли поле зникає, що часто важливо у застосунках, де потрібно багаторазове перемикання магнітного поля.
Через електропровідність металу, та якщо суцільне металеве осердя використовувати в системах змінного струму (AC), як-от трансформатори та котушки індуктивності, мінливе магнітне поле індукує великі вихрові струми, що циркулюють у ньому, замкнуті петлі електричного струму в площини, перпендикулярні до поля. Струм, який протікає крізь опір металу, нагріває його викликаючи значні втрати потужності. Через це суцільні залізні осердя не використовуються в трансформаторах або котушках індуктивності, їх замінюють пластинчастими або порошковими залізними магнітопроводами чи непровідними осердями, як-от феритові.

#### Пластинчаста електротехнічна сталь
Основна стаття: Електротехнічна сталь

(Ліворуч) Вихрові струми (I, червоний) у суцільному залізному осерді трансформатора. (Праворуч) Виготовлення магнітопроводу із тонких сталевих пластин, паралельних полю (B, зелений) з
ізоляцією між ними, зменшує вихрові струми. На цьому рисунку магнітне поле і струми показані в одному напрямку, але насправді, вони раз по раз змінюють напрямок зі змінним струмом в обвитці трансформатора.

Щоби зменшити втрати на вихрові струми, згадані вище, у більшості низькочастотних силових трансформаторів і котушок індуктивності, використовують пластинчасті осердя, виготовлені з пакетів тонких листів кремнієвої сталі:

#### Ламінування (припресування)
Пластинчасті магнітопроводи складаються з пакетів тонких листів заліза покритих ізоляційним шаром, що лежать якнайбільш рівнобіжно лініям магнітного потоку. Шари ізоляції є перешкодою для вихрових струмів, через це вони можуть протікати лише вузькими петлями у межах товщини кожного окремого шару. Оскільки струм у колі вихрових струмів пропорційний площі контуру, це запобігає проходженню більшої частини струму, зменшуючи їх до дуже незначного рівня. Завдяки тому, що розсіювана потужність пропорційна квадрату струму, розбиття великого осердя на вузькі шари, значно зменшує втрати потужності. Звідси видно, що чим тонші шари, тим менші втрати на вихрові струми.

#### Легування кремнієм
Невелике додавання кремнію до заліза (приблизно 3%) приводить до різкого збільшення питомого опору металу. Вищий питомий опір зменшує вихрові струми, тож кремнієва сталь використовується у магнітопроводах трансформаторів. Подальше збільшення вмісту кремнію погіршує механічні властивості сталі, викликаючи складнощі для вальцювання через крихкість.
Серед двох типів кремнієвої сталі, зернисто-орієнтованої (GO) і зернисто-неорієнтованої (GNO), GO є найбільш бажаною для магнітних осердь. Вона анізотропна, і пропонує кращі магнітні властивості, ніж GNO в одному напрямку. Оскільки магнітне поле в магнітопроводах індуктора та трансформатора розташоване завжди вздовж одного напрямку, перевагою є використання зернистої сталі з кращою орієнтацією. Обертові електромашини (електродвигуни, генератори), де напрямок магнітного поля може змінюватися, не отримують переваг від зернистої сталі.

#### Спеціальні сплави
Існує сімейство особливих сплавів для магнітопроводів. Прикладами є мю-метал, пермалой і супермалой. Вони можуть бути виготовлені у вигляді штампувань або як стрічка для намотуваних осердь. Деякі сплави, наприклад Sendust, виготовляється у вигляді порошку та спекається для утворення форми.
Багато матеріалів потребують ретельної термічної обробки, щоби досягти своїх магнітних властивостей, і втрачають їх під час механічного чи термічного впливу. Наприклад, проникність мю-металу після відпалу в середовищі водню, в магнітному полі збільшується приблизно в 40 разів; подальші різкіші вигини порушують його вирівнювання зерен, що призводить до локальної втрати проникності; це можна відновити, повторивши етап відпалу.

#### Склоподібний метал
Аморфний метал — це різноманітні сплави (наприклад, Metglas), які насправді не є кристалічними або скляними. Вони використовуються для створення високоефективних трансформаторів. Ці матеріали можуть бути високочутливими до магнітних полів для низьких втрат на гістерезис, а також вони можуть мати нижчу провідність для зменшення втрат на вихрові струми. Енергетичні підприємства в даний час (2020-і) широко застосовують ці трансформатори для нових електроустановок. Висока механічна міцність і стійкість до корозії також є загальними властивостями так званого металевого скла, вигідними для цього застосування.

#### Порошкові метали
Порошкові осердя складаються з металевих зерен, змішаних із відповідним органічним або неорганічним сполучним і стиснених до бажаної щільності. Вища щільність досягається за більш високого тиску і меншій кількості сполучного. Магнітопроводи з більшою щільністю мають вищу проникність, але менший опір, отже, значніші втрати через вихрові струми. Дрібніші частинки дозволяють працювати на вищих частотах, оскільки вихрові струми здебільшого обмежені окремими зернами. Покриття частинок ізоляційним шаром або поділ їх тонким шаром сполучного, знижує втрати на вихрові струми. Наявність більших часток може погіршити високочастотну продуктивність. На проникність впливає відстань між зернами, які утворюють розподілений повітряний зазор; чим менше розрив, тим вище проникність і менш м'яке насичення. Через велику різницю густини, навіть невелика кількість сполучного за вагою, може значно збільшити об’єм і загалом, міжзернову відстань.